# Gran Premio di superbike di Lausitz 2001
Il Gran Premio di superbike di Lausitz 2001 è stato la settima prova su tredici del campionato mondiale Superbike 2001, disputato il 10 giugno sul circuito di Lausitz, ha visto la vittoria di Colin Edwards in gara 1, mentre la gara 2 è stata vinta da Troy Bayliss.
La vittoria nella gara valevole per il campionato mondiale Supersport è stata ottenuta da Kevin Curtain, mentre la gara del campionato Europeo della classe Superstock viene vinta da James Ellison.
Si tratta della prima volta che una prova del campionato mondiale Superbike viene ospitata da questo circuito.

## Risultati

### Gara 1

#### Arrivati al traguardo[5]
| Pos. | Nº  | Pilota              | Squadra               | Motocicletta     | Giri | Tempo     | Griglia | Punti |
| ---- | --- | ------------------- | --------------------- | ---------------- | ---- | --------- | ------- | ----- |
| 1º   | 1   | Colin Edwards       | Castrol Honda         | Honda VTR1000 SP | 23   | 38:47.683 | 3º      | 25    |
| 2º   | 21  | Troy Bayliss        | Ducati Infostrada     | Ducati 996 R     | 23   | +0:00.663 | 8º      | 20    |
| 3º   | 8   | Tadayuki Okada      | Castrol Honda         | Honda VTR1000 SP | 23   | +0:02.810 | 4º      | 16    |
| 4º   | 4   | Pierfrancesco Chili | Suzuki Alstare Corona | Suzuki GSX R750  | 23   | +0:19.777 | 6º      | 13    |
| 5º   | 3   | Troy Corser         | Virgilio Aprilia Axo  | Aprilia RSV 1000 | 23   | +0:20.618 | 2º      | 11    |
| 6º   | 6   | Gregorio Lavilla    | Fuchs Kawasaki        | Kawasaki ZX 7RR  | 23   | +0:22.821 | 11º     | 10    |
| 7º   | 55  | Régis Laconi        | Virgilio Aprilia Axo  | Aprilia RSV 1000 | 23   | +0:26.277 | 9º      | 9     |
| 8º   | 100 | Neil Hodgson        | GSE Racing            | Ducati 996 RS    | 23   | +0:28.008 | 1º      | 8     |
| 9º   | 19  | Hitoyasu Izutsu     | Fuchs Kawasaki        | Kawasaki ZX 7RR  | 23   | +0:30.684 | 15º     | 7     |
| 10º  | 24  | Stéphane Chambon    | Suzuki Alstare Corona | Suzuki GSX R750  | 23   | +0:31.029 | 14º     | 6     |
| 11º  | 155 | Ben Bostrom         | Ducati L&M            | Ducati 996 R     | 23   | +0:31.653 | 5º      | 5     |
| 12º  | 5   | Akira Yanagawa      | Fuchs Kawasaki        | Kawasaki ZX 7RR  | 23   | +0:42.547 | 10º     | 4     |
| 13º  | 51  | Marty Craggill      | Pacific               | Ducati 996 RS    | 23   | +0:52.542 | 16º     | 3     |
| 14º  | 36  | Broc Parkes         | Ducati NCR            | Ducati 996 RS    | 23   | +0:52.744 | 17º     | 2     |
| 15º  | 99  | Steve Martin        | DFX Racing            | Ducati 996 RS    | 23   | +0:54.040 | 7º      | 1     |
| 16º  | 27  | Bertrand Stey       | White Endurance       | Honda VTR1000 SP | 23   | +1:00.642 | 23º     |       |
| 17º  | 46  | Mauro Sanchini      | Pedercini             | Ducati 996 RS    | 23   | +1:00.728 | 22º     |       |
| 18º  | 31  | Michele Malatesta   | Kawasaki Bertocchi    | Kawasaki ZX 7RR  | 23   | +1:01.423 | 25º     |       |
| 19º  | 11  | Rubén Xaus          | Ducati Infostrada     | Ducati 996 R     | 23   | +1:05.736 | 13º     |       |
| 20º  | 20  | Marco Borciani      | Pedercini             | Ducati 996 RS    | 23   | +1:08.481 | 20º     |       |
| 21º  | 37  | Frédéric Protat     | Ducati FP             | Ducati 996 RS    | 23   | +1:43.710 | 27º     |       |
| 22º  | 41  | Ludovic Holon       | Kawasaki Bertocchi    | Kawasaki ZX 7RR  | 22   | +1 giro   | 26º     |       |
| 23º  | 86  | Matteo Campana      | DCR                   | Ducati 996 R     | 22   | +1 giro   | 28º     |       |

#### Ritirati
| Nº | Pilota          | Squadra        | Motocicletta  | Giri | Griglia |
| -- | --------------- | -------------- | ------------- | ---- | ------- |
| 33 | Robert Ulm      | Gerin WSBK     | Ducati 996 RS | 14   | 12º     |
| 52 | James Toseland  | GSE Racing     | Ducati 996 RS | 14   | 19º     |
| 22 | Lucio Pedercini | Pedercini      | Ducati 996 RS | 11   | 21º     |
| 7  | Juan Borja      | Panavto Yamaha | Yamaha R7     | 9    | 18º     |
| 23 | Jiří Mrkývka    | JM SBK         | Ducati 996 RS | 8    | 30º     |
| 39 | Thierry Mulot   | Ducati FP      | Ducati 996 R  | 6    | 29º     |
| 35 | Giovanni Bussei | Ducati NCR     | Ducati 996 RS | 0    | 24º     |

### Gara 2

#### Arrivati al traguardo[6]
| Pos. | Nº  | Pilota              | Squadra               | Motocicletta     | Giri | Tempo     | Griglia | Punti |
| ---- | --- | ------------------- | --------------------- | ---------------- | ---- | --------- | ------- | ----- |
| 1º   | 21  | Troy Bayliss        | Ducati Infostrada     | Ducati 996 R     | 24   | 45:57.655 | 8º      | 25    |
| 2º   | 100 | Neil Hodgson        | GSE Racing            | Ducati 996 RS    | 24   | +0:00.229 | 1º      | 20    |
| 3º   | 1   | Colin Edwards       | Castrol Honda         | Honda VTR1000 SP | 24   | +0:22.922 | 3º      | 16    |
| 4º   | 19  | Hitoyasu Izutsu     | Fuchs Kawasaki        | Kawasaki ZX 7RR  | 24   | +0:24.326 | 15º     | 13    |
| 5º   | 4   | Pierfrancesco Chili | Suzuki Alstare Corona | Suzuki GSX R750  | 24   | +0:32.584 | 6º      | 11    |
| 6º   | 11  | Rubén Xaus          | Ducati Infostrada     | Ducati 996 R     | 24   | +0:34.798 | 13º     | 10    |
| 7º   | 3   | Troy Corser         | Virgilio Aprilia Axo  | Aprilia RSV 1000 | 24   | +0:37.623 | 2º      | 9     |
| 8º   | 24  | Stéphane Chambon    | Suzuki Alstare Corona | Suzuki GSX R750  | 24   | +0:38.601 | 14º     | 8     |
| 9º   | 8   | Tadayuki Okada      | Castrol Honda         | Honda VTR1000 SP | 24   | +0:40.295 | 4º      | 7     |
| 10º  | 5   | Akira Yanagawa      | Fuchs Kawasaki        | Kawasaki ZX 7RR  | 24   | +0:46.178 | 10º     | 6     |
| 11º  | 33  | Robert Ulm          | Gerin WSBK            | Ducati 996 RS    | 24   | +0:53.801 | 12º     | 5     |
| 12º  | 46  | Mauro Sanchini      | Pedercini             | Ducati 996 RS    | 24   | +0:56.019 | 22º     | 4     |
| 13º  | 55  | Régis Laconi        | Virgilio Aprilia Axo  | Aprilia RSV 1000 | 24   | +1:06.037 | 9º      | 3     |
| 14º  | 99  | Steve Martin        | DFX Racing            | Ducati 996 RS    | 24   | +1:16.714 | 7º      | 2     |
| 15º  | 27  | Bertrand Stey       | White Endurance       | Honda VTR1000 SP | 24   | +1:26.934 | 23º     | 1     |
| 16º  | 6   | Gregorio Lavilla    | Fuchs Kawasaki        | Kawasaki ZX 7RR  | 24   | +1:29.092 | 11º     |       |
| 17º  | 52  | James Toseland      | GSE Racing            | Ducati 996 RS    | 24   | +1:29.399 | 19º     |       |
| 18º  | 7   | Juan Borja          | Panavto Yamaha        | Yamaha R7        | 24   | +1:47.833 | 18º     |       |
| 19º  | 86  | Matteo Campana      | DCR                   | Ducati 996 R     | 23   | +1 giro   | 28º     |       |
| 20º  | 155 | Ben Bostrom         | Ducati L&M            | Ducati 996 R     | 23   | +1 giro   | 5º      |       |
| 21º  | 31  | Michele Malatesta   | Kawasaki Bertocchi    | Kawasaki ZX 7RR  | 23   | +1 giro   | 25º     |       |
| 22º  | 41  | Ludovic Holon       | Kawasaki Bertocchi    | Kawasaki ZX 7RR  | 22   | +2 giri   | 26º     |       |

#### Ritirati
| Nº | Pilota          | Squadra    | Motocicletta  | Giri | Griglia |
| -- | --------------- | ---------- | ------------- | ---- | ------- |
| 35 | Giovanni Bussei | Ducati NCR | Ducati 996 RS | 20   | 24º     |
| 51 | Marty Craggill  | Pacific    | Ducati 996 RS | 17   | 16º     |
| 20 | Marco Borciani  | Pedercini  | Ducati 996 RS | 16   | 20º     |
| 36 | Broc Parkes     | Ducati NCR | Ducati 996 RS | 14   | 17º     |
| 39 | Thierry Mulot   | Ducati FP  | Ducati 996 R  | 14   | 29º     |
| 22 | Lucio Pedercini | Pedercini  | Ducati 996 RS | 12   | 21º     |
| 23 | Jiří Mrkývka    | JM SBK     | Ducati 996 RS | 11   | 30º     |
| 37 | Frédéric Protat | Ducati FP  | Ducati 996 RS | 6    | 27º     |

### Supersport

#### Arrivati al traguardo
| Pos. | Nº | Pilota               | Squadra              | Motocicletta    | Giri | Tempo     | Punti |
| ---- | -- | -------------------- | -------------------- | --------------- | ---- | --------- | ----- |
| 1º   | 11 | Kevin Curtain        | BKM Honda            | Honda CBR 600   | 23   | 45'56.744 | 25    |
| 2º   | 24 | Adam Fergusson       | Alpha Technick Castr | Honda CBR 600   | 23   | +8.225    | 20    |
| 3º   | 8  | Andrew Pitt          | Fuchs Kawasaki       | Kawasaki ZX 6R  | 23   | +14.576   | 16    |
| 4º   | 22 | Vittoriano Guareschi | Dienza Ducati Racing | Ducati 748      | 23   | +20.477   | 13    |
| 5º   | 14 | Christophe Cogan     | Saveko Dee Cee Jeans | Yamaha YZF R6   | 23   | +26.603   | 11    |
| 6º   | 6  | Iain MacPherson      | Fuchs Kawasaki       | Kawasaki ZX 6R  | 23   | +42.174   | 10    |
| 7º   | 1  | Jörg Teuchert        | Wilbers Suspension   | Yamaha YZF R6   | 23   | +57.493   | 9     |
| 8º   | 21 | Chris Vermeulen      | Castrol Honda        | Honda CBR 600   | 23   | +1'00.454 | 8     |
| 9º   | 4  | Christian Kellner    | Wilbers Suspension   | Yamaha YZF R6   | 23   | +1'02.035 | 7     |
| 10º  | 15 | Werner Daemen        | Yamaha Belgium       | Yamaha YZF R6   | 23   | +1'17.333 | 6     |
| 11º  | 18 | Cristiano Migliorati | BKM Honda            | Honda CBR 600   | 23   | +1'19.338 | 5     |
| 12º  | 16 | Christer Lindholm    | Yamaha Belgium       | Yamaha YZF R6   | 23   | +1'23.157 | 4     |
| 13º  | 51 | Jürgen Oelschläger   | Steinhausen Racing   | Suzuki GSX R600 | 23   | +1'23.254 | 3     |
| 14º  | 25 | Markus Barth         | Alpha Technick Castr | Honda CBR 600   | 23   | +1'23.822 | 2     |
| 15º  | 2  | Paolo Casoli         | Yamaha Belgarda      | Yamaha YZF R6   | 23   | +1'23.952 | 1     |
| 16º  | 28 | Sébastien Le Grelle  | Moto 1 Honda Elf Dho | Honda CBR 600   | 23   | +1'36.904 |       |
| 17º  | 53 | Camillo Mariottini   | Ducati NCR           | Ducati 748      | 23   | +1'38.906 |       |
| 18º  | 49 | Rico Penzkofer       | Deutsche Shell AG    | Ducati 748      | 23   | +2'09.425 |       |
| 19º  | 54 | Alessandro Polita    | GiMotor Sport        | Yamaha YZF R6   | 22   | +1 giro   |       |

#### Ritirati
| Nº | Pilota               | Squadra               | Motocicletta    | Giri |
| -- | -------------------- | --------------------- | --------------- | ---- |
| 5  | Karl Muggeridge      | Suzuki Alstare Corona | Suzuki GSX R600 | 19   |
| 31 | Vittorio Iannuzzo    | DMR Suzuki Italia     | Suzuki GSX R600 | 19   |
| 12 | Piergiorgio Bontempi | T. Italia Lorenzini   | Yamaha YZF R6   | 18   |
| 35 | Stefano Cruciani     | T. Italia Lorenzini   | Yamaha YZF R6   | 17   |
| 52 | David Muscat         | DFX Racing            | Ducati 748      | 15   |
| 71 | Davide Bulega        | Lightspeed/Ducci Pro  | Yamaha YZF R6   | 15   |
| 37 | Katsuaki Fujiwara    | Suzuki Alstare Corona | Suzuki GSX R600 | 14   |
| 65 | Jan Hanson           | Saveko Dee Cee Jeans  | Yamaha YZF R6   | 12   |
| 23 | Dean Thomas          | Dienza Ducati Racing  | Ducati 748      | 9    |
| 9  | Fabrizio Pirovano    | DMR Suzuki Italia     | Suzuki GSX R600 | 9    |
| 99 | Fabien Foret         | Ten Kate Honda        | Honda CBR 600   | 8    |
| 17 | Ivan Clementi        | GiMotor Sport         | Yamaha YZF R6   | 4    |
| 7  | Pere Riba            | Ten Kate Honda        | Honda CBR 600   | 2    |
| 40 | Shannon Johnson      | Moto 1 Honda Elf Dho  | Honda CBR 600   | 2    |
| 69 | James Whitham        | Yamaha Belgarda       | Yamaha YZF R6   | 1    |

### Superstock

#### Arrivati al traguardo
| Pos. | Nº | Pilota               | Squadra              | Motocicletta     | Giri | Tempo     | Punti |
| ---- | -- | -------------------- | -------------------- | ---------------- | ---- | --------- | ----- |
| 1º   | 1  | James Ellison        | Hi-Peak Young Guns   | Suzuki GSX R1000 | 14   | 24'40.943 | 25    |
| 2º   | 19 | Walter Tortoroglio   | DMR Suzuki Italia    | Suzuki GSX R1000 | 14   | +6.650    | 20    |
| 3º   | 23 | Mark Heckles         | Rumi                 | Honda CBR 900    | 14   | +12.209   | 16    |
| 4º   | 42 | Benny Jerzenbeck     | Steinhausen Racing   | Suzuki GSX R1000 | 14   | +16.605   | 13    |
| 5º   | 28 | Giacomo Romanelli    | DMR Suzuki Italia    | Suzuki GSX R1000 | 14   | +21.439   | 11    |
| 6º   | 45 | Gianluca Vizziello   | GiMotor Sport        | Yamaha R1        | 14   | +25.533   | 10    |
| 7º   | 5  | Dario Tosolini       | Pedercini            | Ducati 996S      | 14   | +26.068   | 9     |
| 8º   | 16 | Lorenzo Alfonsi      | DFX Racing           | Ducati 996S      | 14   | +26.146   | 8     |
| 9º   | 26 | Andi Notman          | Redwood Racing       | Suzuki GSX R1000 | 14   | +28.353   | 7     |
| 10º  | 2  | Markus Wegscheider   | Suzuki Stefan Schmid | Suzuki GSX R1000 | 14   | +33.273   | 6     |
| 11º  | 90 | Lorenzo Mauri        | Pedercini            | Ducati 996S      | 14   | +34.851   | 5     |
| 12º  | 76 | Günther Knobloch     | Yamaha Teuchert      | Yamaha R1        | 14   | +43.650   | 4     |
| 13º  | 31 | Ludovic Fourreau     | Arbr 'A' Cames       | Suzuki GSX R1000 | 14   | +52.113   | 3     |
| 14º  | 35 | Paul Mooijman        | Saveko Dee Cee Jeans | Yamaha R1        | 14   | +1'04.483 | 2     |
| 15º  | 21 | Koen Vleugels        | KS Racing            | Yamaha R1        | 14   | +1'04.536 | 1     |
| 16º  | 30 | Michael Weynand      | East Belgium Racing  | Yamaha R1        | 14   | +1'04.786 |       |
| 17º  | 32 | Enrico Pasini        | Pedercini            | Ducati 996S      | 14   | +1'05.517 |       |
| 18º  | 36 | Alex Martinez        | Aprilia Desmo Racing | Aprilia RSV R    | 14   | +1'10.765 |       |
| 19º  | 34 | Didier Van Keymeulen | BKM Honda Racing     | Honda CBR 900    | 14   | +1'15.622 |       |
| 20º  | 69 | Yann Gyger           | White Endurance      | Honda CBR 900    | 14   | +1'19.455 |       |
| 21º  | 18 | John Bakker          | Flanders Motor Racin | Ducati 996S      | 14   | +1'21.150 |       |
| 22º  | 29 | Steve Coopman        | East Belgium Racing  | Yamaha R1        | 14   | +1'23.682 |       |
| 23º  | 20 | Raffaello Fabbroni   | Rumi                 | Honda CBR 900    | 14   | +1'24.411 |       |
| 24º  | 50 | Daniel Delling       | HF Racing            | Aprilia RSV R    | 14   | +1'25.400 |       |
| 25º  | 27 | Francesco Rafanelli  | Ghelfi Art           | Honda CBR 900    | 14   | +1'27.191 |       |
| 26º  | 7  | Daniel Oliver        | FBC Racing           | Aprilia RSV R    | 14   | +2'38.312 |       |

#### Ritirati
| Nº | Pilota          | Squadra              | Motocicletta     | Giri |
| -- | --------------- | -------------------- | ---------------- | ---- |
| 88 | Marty Nutt      | Tech 2000            | Suzuki GSX R1000 | 13   |
| 51 | Bob Withag      | Ten Kate Honda       | Honda CBR 900    | 4    |
| 48 | Kenny Tibble    | BKM Honda Racing     | Honda CBR 900    | 4    |
| 22 | Benjamin Nabert | Suzuki Stefan Schmid | Suzuki GSX R1000 | 0    |